# Samolus repens
Samolus repens är en viveväxtart som först beskrevs av J. R. och G. Forst., och fick sitt nu gällande namn av Christiaan Hendrik Persoon. Samolus repens ingår i släktet bungar, och familjen viveväxter.

## Underarter
Arten delas in i följande underarter:
- S. r. floribundus
- S. r. procumbens
- S. r. stricta

## Bildgalleri

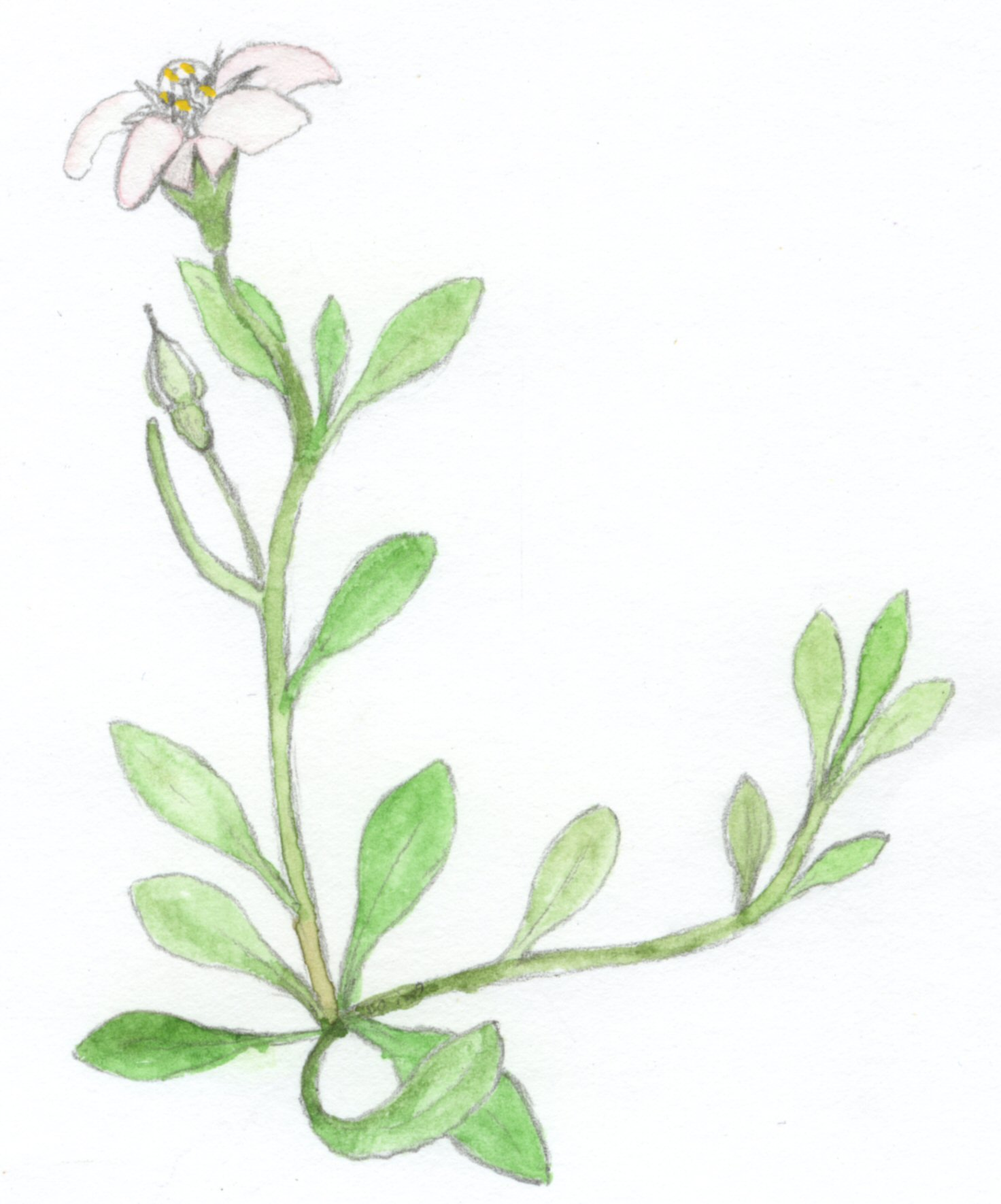